# Tanyptera (Mesodictenidia) subcognata
Tanyptera (Mesodictenidia) subcognata is een tweevleugelige uit de familie langpootmuggen (Tipulidae). De soort komt voor in het Palearctisch gebied.